# Léon-Benoit-Charles Thomas
Léon-Benoit-Charles Thomas (Paray-le-Monial, 29 maggio 1826 – Rouen, 9 marzo 1894) è stato un cardinale e arcivescovo cattolico francese.

## Biografia
Nacque a Paray-le-Monial il 29 maggio 1826.
Papa Leone XIII lo elevò al rango di cardinale nel concistoro del 16 gennaio 1893.
Morì il 9 marzo 1894 all'età di 67 anni.

## Genealogia episcopale e successione apostolica
La genealogia episcopale è:
- Cardinale Scipione Rebiba
- Cardinale Giulio Antonio Santori
- Cardinale Girolamo Bernerio, O.P.
- Arcivescovo Galeazzo Sanvitale
- Cardinale Ludovico Ludovisi
- Cardinale Luigi Caetani
- Cardinale Ulderico Carpegna
- Cardinale Paluzzo Paluzzi Altieri degli Albertoni
- Papa Benedetto XIII
- Papa Benedetto XIV
- Papa Clemente XIII
- Cardinale Giovanni Francesco Albani
- Papa Pio VI
- Arcivescovo François de Pierre de Bernis
- Cardinale Jean-Baptist-Marie-Anne-Antoine de Latil
- Cardinale Louis-Jacques-Maurice de Bonald
- Arcivescovo Jean-Baptiste-François-Anne-Thomas Landriot
- Cardinale Léon-Benoit-Charles Thomas

La successione apostolica è:
- Vescovo Jean-Baptiste-Théodore Duval (1890)